# 杰奎琳·诺埃尔

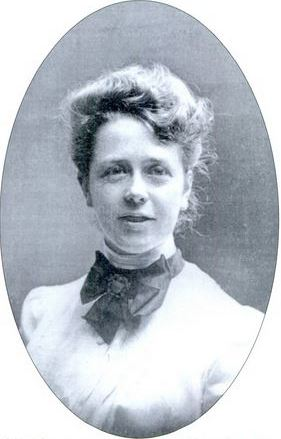
杰奎琳·诺埃尔

杰奎琳·诺埃尔（1886年6月28日-1964年）曾是美國塔科马的图书馆员、美國圖書館協會会员。 她也是樂家杏仁糖的命名者，當時樂家杏仁糖的生產者向市民推銷該產品時，由於當時該產品沒有名字，杰奎琳·诺埃尔給該產品起了名字。